# Kailash Lal Agrawal
Kailash Lal Agrawal es un diplomático, indio retirado.
- En 1973 entró al Indian Foreign Service.
- De 1975 a 1980 fue empleado en África y Oriente Medio.
- De 1982 a 1986 fue primer secretario de embajada en Berna.
- De 1986 a 1992 fue Alto Comisionado adjunto en Dar es-Salam y Nairobi.
- Del 25 de julio de 1994 a 1997 fue Cónsul general adjunto en Nueva York.
- De 1997 a 2000 fue embajador de Paramaribo (Surinam).
- De 2001 a 2004 fue embajador de Zagreb.
- De 2004 a 2007 fue Alto Comisionado en Kingston  con comisiones en Cockburn Town (Islas Turcas y Caicos), George Town (Islas Caimán) (Islas Caimán),[1] Nasáu (Bahamas).[2]